# 细枝叶下珠
细枝叶下珠（学名：Phyllanthus leptoclados）为大戟科叶下珠属下的一个种。

## 扩展阅读
- 維基物種上的相關：细枝叶下珠